# Échasse noire
Himantopus novaezelandiae
Espèce
Statut de conservation UICN

 CR D : 
En danger critique
L'Échasse noire (Himantopus novaezelandiae) est une espèce d'oiseaux limicoles de la famille des Recurvirostridae. C'est une espèce endémique de la Nouvelle-Zélande, où elle est appelée Black Stilt en anglais, et Kakī en Māori.

## Description

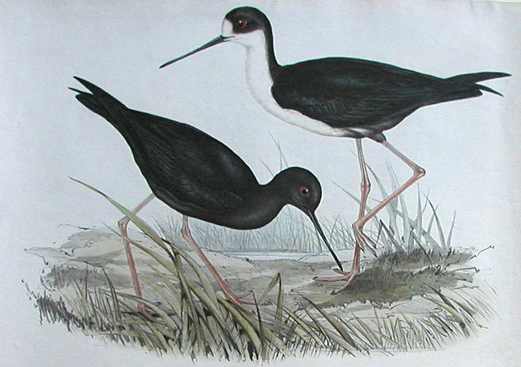
Himantopus novaezelandiae & Himantopus leucocephalus (à droite)

Les adultes font 40 cm. Ils ont le plumage et le bec entièrement noirs, les pattes rouges. Les juvéniles ont la poitrine, le cou et la tête blancs, avec les yeux cerclés de noir. C'est le limicole le plus rare au monde, avec une population à l'état sauvage estimée en 2011 à seulement 170 individus. En période de reproduction, les échasses noires vivent exclusivement dans le bassin de Mackenzie sur l'île du Sud et la plupart d'entre elles restent dans cette  région toute l'année, contrairement aux autres limicoles qui généralement migrent vers des climats plus chauds pendant l'hiver.

## Menaces et conservation
Le projet de protection de l'échasse noire a débuté en 1981, alors que la population ne comptait que 23 adultes. La relâche, chaque année, d'individus élevés en captivité, ainsi que le contrôle des prédateurs, a permis d'empêcher l'espèce de s'éteindre à l'état sauvage. En 2011, on comptait environ 170 oiseaux sauvages. Il y a trois menaces principales qui pèsent sur l'échasse noire : la perte de son habitat, la prédation par des mammifères introduits et l'hybridation avec l'échasse d'Australie.

### Habitat

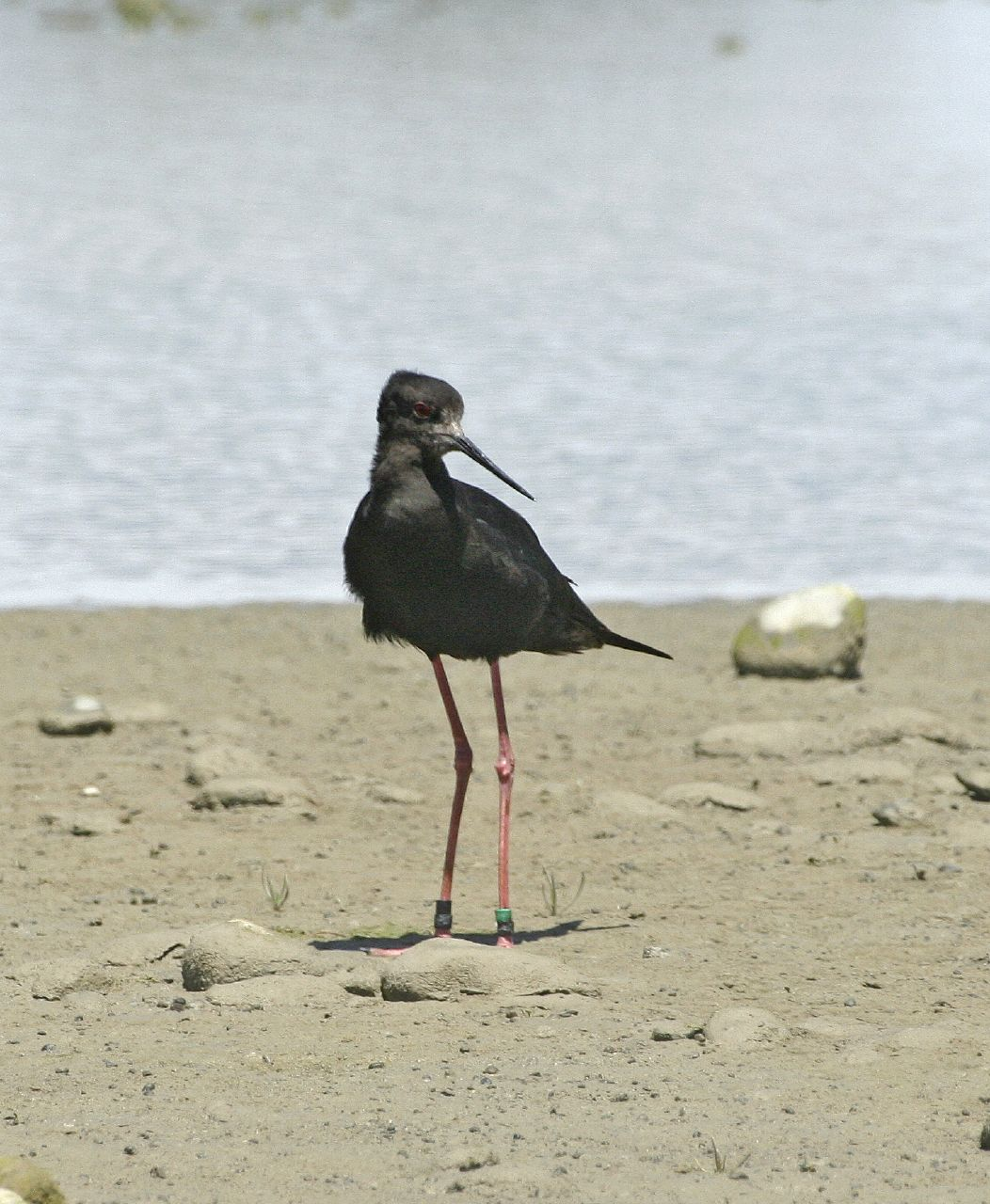
Une échasse noire à l'embouchure de la rivière Ashley dans le Canterbury.

L'habitat de l'échasse noire a été en partie détruit par le développement de l'agriculture en Nouvelle-Zélande, notamment par l'assèchement de zones humides, qui procurent nourriture et protection, pour les transformer en zones cultivables. Le développement de l'énergie hydroélectrique, et les variations de niveau des rivières qui en découlent, même si des mesures de régulation du débit ont été mises en place, a également dérangé l'échasse noire, qui niche souvent sur les berges. Enfin, l'introduction de plantes européennes et nord-américaines ont couvert les espaces ouverts où habitent les échasses noires. De plus, les cours d'eau en tresses qui forment leur habitat privilégié ont été en partie canalisés par la propagation en particulier de deux arbres introduits : le saule fragile et le lupin des jardins.

### Prédation
Avant l'introduction de mammifères terrestres en Nouvelle-Zélande, l'échasse noire avait peu de prédateurs, et notamment peu de prédateurs terrestres. Seuls le busard de Gould, le râle wéka et d'autres espèces de rallidaes aujourd'hui éteintes représentaient une menace pour les œufs et les poussins. L'introduction de mammifères européens, qu'elle soit volontaire, comme  le chat, la belette et l'hermine pour contrôler la population de lapins, ou qu'elle soit accidentelle, comme dans le cas du rat brun, a dramatiquement augmenté le nombre de prédateurs potentiels.
L'échasse noire s'est avérée plus vulnérable que l'échasse d'Australie pour diverses raisons. Tout d'abord, l'échasse noire nidifie principalement sur les berges sèches des rivières et des lacs, lieu de passage fréquent des prédateurs, contrairement à l'échasse d'Australie qui pond ses œufs plutôt dans des zones marécageuses,. Contrairement à l'échasse d'Australie qui vit en colonies, l'échasse noire couve et élève ses poussins en couple, et ne bénéficie donc pas de la même capacité à détecter et chasser les prédateurs. L'échasse noire pond plus tôt que l'échasse d'Australie, à une période où les prédateurs manquent de lapins, leur proie principale. Les jeunes échasses noires restent également au nid deux semaines de plus que leurs cousins et vont chercher leur nourriture plus loin du nid, ce qui les rend plus vulnérables.  Il est également possible que le plumage bicolore de l'échasse d'Australie lui procure un meilleur camouflage que le noir monochrome de l'échasse noire,. Enfin, les méthodes de diversion utilisées par les échasses noires adultes semblent être moins efficaces que celle des échasses d'Australie.

### Hybridation
L'hybridation avec l'échasse d'Australie est à la fois une cause et une conséquence du déclin de la population d'échasses noires. En effet, les individus ayant des difficultés à trouver un partenaire pour former couple finissent avec des échasses d'Australie. Cet aspect est renforcé par le fait que les échasses noires cherchent leur partenaire proche de leur lieu de naissance.